# Rajendrasuri

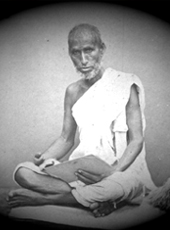
L'Acarya Rajendrasuri.

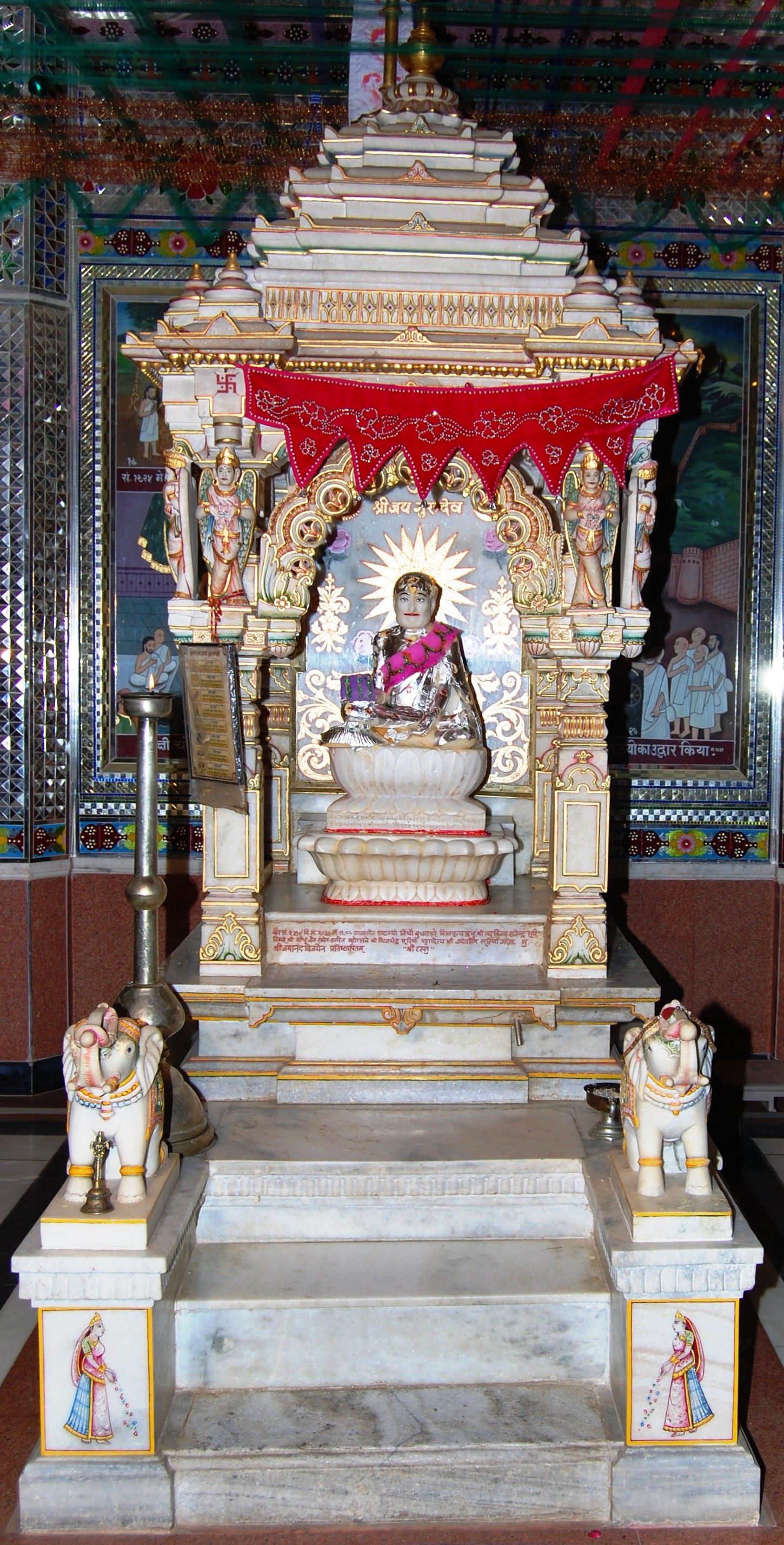
Le temple de Santhu au Rajasthan est dédié à cet Acarya.

L'Acarya Rajendrasuri appelé aussi Acarya Vijayarajendrasuri (hindi : आचार्य राजेंद्रसूरी) (1827-1906) a été un érudit, responsable d'ordre dans le jaïnisme suivant la branche shvetambara. Il est né Bharatpur au Rajasthan, en Inde, et, son nom à l'état civil était : Ratnaraj Parak. Très tôt il a suivi la voie du jaïnisme mais une voie intermédiaire celle des yatis : ces mi-moines, mi-laïcs qui peuvent posséder certaines affaires comme des chaussures. Son travail le plus reconnu à l'heure actuelle est un dictionnaire de 9 200 pages, soit 60 000 mots en prakrit sur le jaïnisme; une œuvre unique, en sept tomes. L'Acarya Rajendrasuri a aussi publié des commentaires sur les textes sacrés : les Agamas et a compilé des recueils d'hymnes. Il a  participé à la restauration de nombreux temples.